# Галюк Світлана Валентинівна
Галюк Світлана Валентинівна (нар. 19 листопада 1987, м. Сєвєродонецьк Луганської області, Україна) — українська трекова та шосейна велогонщиця, майстер спорту міжнародного класу, учасниця Олімпійських ігор в Лондоні, призерка чемпіонату України, Чемпіонату світу та Європи. Тренер — Сергій Базін, перший тренер — Євген Ігнатов.

## Біографія
Галюк Світлана Валентинівна народилася 19 листопада 1987 року в місті Сєвєродонецьк Луганської області. Велоспортом почала займатися в місцевому спортивному клубі «Хімік» в тренера Євгена Ігнатова. Згодом приєдналася до команди «ISD». Спортсменка здобула вищу освіту в Луганському університеті ім. Т. Шевченка. 

## Спортивні досягнення
На юнацькому та молодіжному рівні Світлана Галюк успішно виступала як в шосейних, так і в трекових гонках. Вона здобула золото на Чемпіонаті Європи з трекових велоперегонів 2009 в Мінську в командній гонці переслідування та тричі завойовувала срібло: в Котбусі на Чемпіонаті Європи з трекових велоперегонів 2008 і на Чемпіонатах Європи з шосейних велоперегонів 2007 та 2008 років.
В 2008 році на Чемпіонаті світу в командній гонці переслідування команда України у складі Любові Шуліки, Лесі Калітовської та Світлани Галюк здобула срібло.
На етапах Кубка світу спортсменка неодноразово ставала переможницею та призеркою як командних, так і індивідуальних гонок  переслідування.
На Універсіаді 2011 року в Шеньчжень велогонщиця посіла третю сходинку в гонці переслідування.

### Виступи на Олімпійських іграх
На Олімпійських іграх в Лондоні Світлана Галюк змагалася в командній гонці переслідування, в якій збірна України не пройшла кваліфікацію.

## Статистика

### Трекові велоперегони
| Рік  | Змагання                                           | Місце проведення           | Результат | Дисципліна                         |
| ---- | -------------------------------------------------- | -------------------------- | --------- | ---------------------------------- |
| 2007 | Чемпіонат Європи серед юніорів та молоді (U-23)    | Котбус, Німеччина          | 2         | індивідуальна гонка переслідування |
| 2007 | Етапи Кубка світу з трекових велоперегонів         | Сідней, Австралія          | 3         | командна гонка переслідування      |
| 2007 | Етапи Кубка світу з трекових велоперегонів         | Пекін, Китай               | 1         | командна гонка переслідування      |
| 2008 | Етапи Кубка світу з трекових велоперегонів         | Лос-Анджелес, США          | 1         | командна гонка переслідування      |
| 2008 | Етапи Кубка світу з трекових велоперегонів         | Копенгаген, Данія          | 3         | командна гонка переслідування      |
| 2008 | Чемпіонат світу з трекових велоперегонів           | Манчестер, Велика Британія | 2         | командна гонка переслідування      |
| 2008 | Етапи Кубка світу з трекових велоперегонів         | Манчестер, Велика Британія | 3         | командна гонка переслідування      |
| 2008 | Етапи Кубка світу з трекових велоперегонів         | Мельбурн, Австралія        | 3         | командна гонка переслідування      |
| 2009 | Етапи Кубка світу з трекових велоперегонів         | Пекін, Китай               | 3         | індивідуальна гонка переслідування |
| 2009 | Чемпіонат Європи з трекових велоперегонів (молодь) | Мінськ, Білорусь           | 1         | командна гонка переслідування      |
| 2009 | Чемпіонат України з трекових велоперегонів 2009    | Львів, Україна             | 1         | командна гонка                     |
| 2010 | Чемпіонат України з трекових велоперегонів 2010    | Львів, Україна             | 2         | омніум                             |
| 2011 | Літня Універсіада                                  | Шеньчжень, Китай           | 3         | індивідуальна гонка переслідування |
| 2012 | Етапи Кубка світу з трекових велоперегонів         | Пекін, Китай               | 1         | командна гонка переслідування      |

### Шосейні гонки
| Рік  | Змагання                                        | Місце проведення     | Результат | Дисципліна      |
| ---- | ----------------------------------------------- | -------------------- | --------- | --------------- |
| 2007 | Чемпіонат України з шосейних велоперегонів 2007 | Україна              | 2         | роздільна гонка |
| 2007 | Чемпіонат Європи з шосейних велоперегонів (U23) | Софія, Болгарія      | 2         | роздільна гонка |
| 2008 | Чемпіонат Європи з шосейних велоперегонів (U23) | Стреза, Італія       | 2         | роздільна гонка |
| 2010 | Чемпіонат України з шосейних велоперегонів 2010 | Севастополь, Україна | 2         | роздільна гонка |
| 2010 | Чемпіонат України з шосейних велоперегонів 2010 | Севастополь, Україна | 2         | групова гонка   |
| 2011 | Чемпіонат України з шосейних велоперегонів 2011 | Чернівці, Україна    | 2         | роздільна гонка |

- Інформація з сайту Cycling archives[5] з доповненнями